# گرند ترانک
گرند ترانک (انگلیسی: Grand Trunk) شرکت ترابری ریلی کانادایی است، که در سال ۱۸۵۲ تأسیس شد.